# Б'янка Маджолі
Б'янка Маджолі (народжена Б'янка Маджолі, 13 вересня 1900 –  6 вересня 1997) — американська художниця, концептуальна художниця та письменниця італійського походження. У 1935 році вона була першою жінкою, яка стала художником- кадровиком Walt Disney Productions .

## Життя і кар'єра
Б'янка Маджолі народилася в Римі, Італія, під іменем Б'янка Маджіолі. Вона вивчала мистецтво в Інституті мистецтв Чикаго, а також навчалася в середній школі Мак-Кінлі. Під час навчання в Мак-Кінлі її вчителька французької мови, Жозефіна Мак, змінила її ім'я на Бланш Мажолі. Тим часом Волт Дісней був на першому курсі в Мак-Кінлі, але кинув навчання, щоб стати волонтером у Червоному Хресті в 1918 році. Маджолі стверджувала, що «не була знайома з ним чи його друзями особисто і бачила його лише один раз — наступного дня після його повернення до школи, коли він прийшов попрощатися у військовій формі» [наприкінці Першої світової війни ]. Я закінчувала навчання в середині семестру, дав йому мою дівочу книжку, і він малював у ній малюнки". 
Після завершення навчання Маджолі вивчала малювання та дизайн у Центральній школі мистецтв, вивчала скульптуру з глини в Лізі студентів мистецтва, а також проходила курс «малюнок для безперервності лінії» в Школі мистецтв Леонардо да Вінчі в Нью-Йорку. У 1929 році вона почала працювати фріланс-художницею у видавництві Earnshaw Publications і протягом п'яти років обіймала посаду арт-директора та дизайнера брошур у JC Penney. Паралельно з цим вона подала на конкурс, організований King Features Syndicate, комікс про дівчину на ім'я Стелла, яка намагалася знайти роботу під час Великої депресії
У 1934 році Маджолі надіслала листа до компанії Disney, висловлюючи бажання працювати у відділі анімації. Їй організували зустріч в ресторані Tam O'Shanter Inn, і, оцінивши силу її зразків під назвою «Стелла», компанія вирішила взяти її на роботу у відділ історій  У 1935 році відділ історій був переважно чоловічим, у ньому було принаймні п'ятнадцять чоловіків, основні конференції з обговорення ідей для історій, зазвичай спрямованих на фарс, проводилися там же. Того ж року Маджолі представила тринадцяти сторінковий нарис під назвою «Романс про слоненя», який був прийнятий у виробництво як мультфільм. «Дурна симфонія» «Слон Елмер» (1935).  Пізніше аніматори Френк Томас і Оллі Джонстон високо оцінили її ніжну історію, у якій вони написали про її внесок: «Ми не змогли б створити жоден повнометражний фільм, не засвоївши цей важливий урок: пафос надає комедії серце і тепло, яке зберігає її від того, щоб стати крихким».
У 1937 році Дісней доручив Маджолі зробити новий англійський переклад роману Карло Коллоді «Пригоди Піноккіо» для анімаційної адаптації. У 1938 році вона створила кілька ескізів та візуальні концепти для ранніх версій «Попелюшки» (1950) і «Пітера Пена» (1953). Того ж року вона співпрацювала з художником Елом Хітом над розробкою концептуальних ідей для частини сюїти «Лускунчик» у фільмі «Фантазія» (1940). Після роботи над «Гидким каченям» (1939) Маджолі взяла перерву в роботі в Disney, пояснивши це тим, що «втратила інтерес». У червні 1940 року, коли вона повернулася на студію, їй повідомили про її звільнення.
Після своєї кар'єри в Діснеї, Маджолі вийшла заміж за американського художника Карла Гейлборна в 1942 році. Згодом вона працювала над приватними замовленнями, створюючи скляні панелі та керамічні художні скульптури, а також ненадовго повернулася до Чикаго, щоб проілюструвати свою книгу «Дитяча скарбниця». У 1953 році вони відкрили галерею Heilborn Studio Gallery в Лос-Анджелесі, де експонували свої роботи, а також роботи інших митців. Після цього Карл Хейлборн помер від серцевого нападу 26 квітня 1954 року.  Померла 6 вересня 1997 року 